# Halil Kaan Köroğlu
Halil Kaan Köroğlu (9 de septiembre de 2005) es una deportista turco que compite en remo. Ganó una medalla de plata en el Campeonato Europeo de Remo de 2025, en la prueba de scull individual ligero.

## Palmarés internacional
| Campeonato Europeo | Campeonato Europeo | Campeonato Europeo | Campeonato Europeo      |
| Año                | Lugar              | Medalla            | Prueba                  |
| ------------------ | ------------------ | ------------------ | ----------------------- |
| 2025               | Plovdiv (Bulgaria) | Medalla de plata   | Scull individual ligero |